# Social Science Research Network
Social Science Research Network (SSRN) è un sito web e un server di documenti per la rapida diffusione di articoli di ricerca nel campo delle scienze sociali, umanistiche ed economiche.
L'obiettivo della SSRN è consentire agli scienziati di rendere disponibili le loro ricerche come documenti di lavoro attraverso l'accesso aperto prima della pubblicazione su riviste accademiche dopo la revisione tra pari. Il caricamento gratuito ha lo scopo di facilitare le discussioni tra scienziati.
A maggio 2017, nella SSRN erano disponibili oltre 700.000 documenti.

## Storia
Nel 1992, Wayne Marr ha fondato la Financial Economics Network (FEN). Ciò portò alla creazione della SSRN con Michael C. Jensen nell'ottobre 1994.
Dal maggio 2016 la SSRN fa parte della casa editrice scientifica Elsevier. L'acquisizione è stata accolta con scetticismo dagli scienziati che temevano che l'accesso sarebbe stato limitato dal più grande editore mondiale di riviste scientifiche.